# Artiom Novichónok
Artiom Olégovich Novichónok (en ruso: Артём Олегович Новичонок; nacido el 27 de marzo de 1988 en Kondopoga, Unión Soviética, actual Rusia) es un astrónomo ruso descubridor de dos cometas y 20 asteroides.

## Descubrimientos

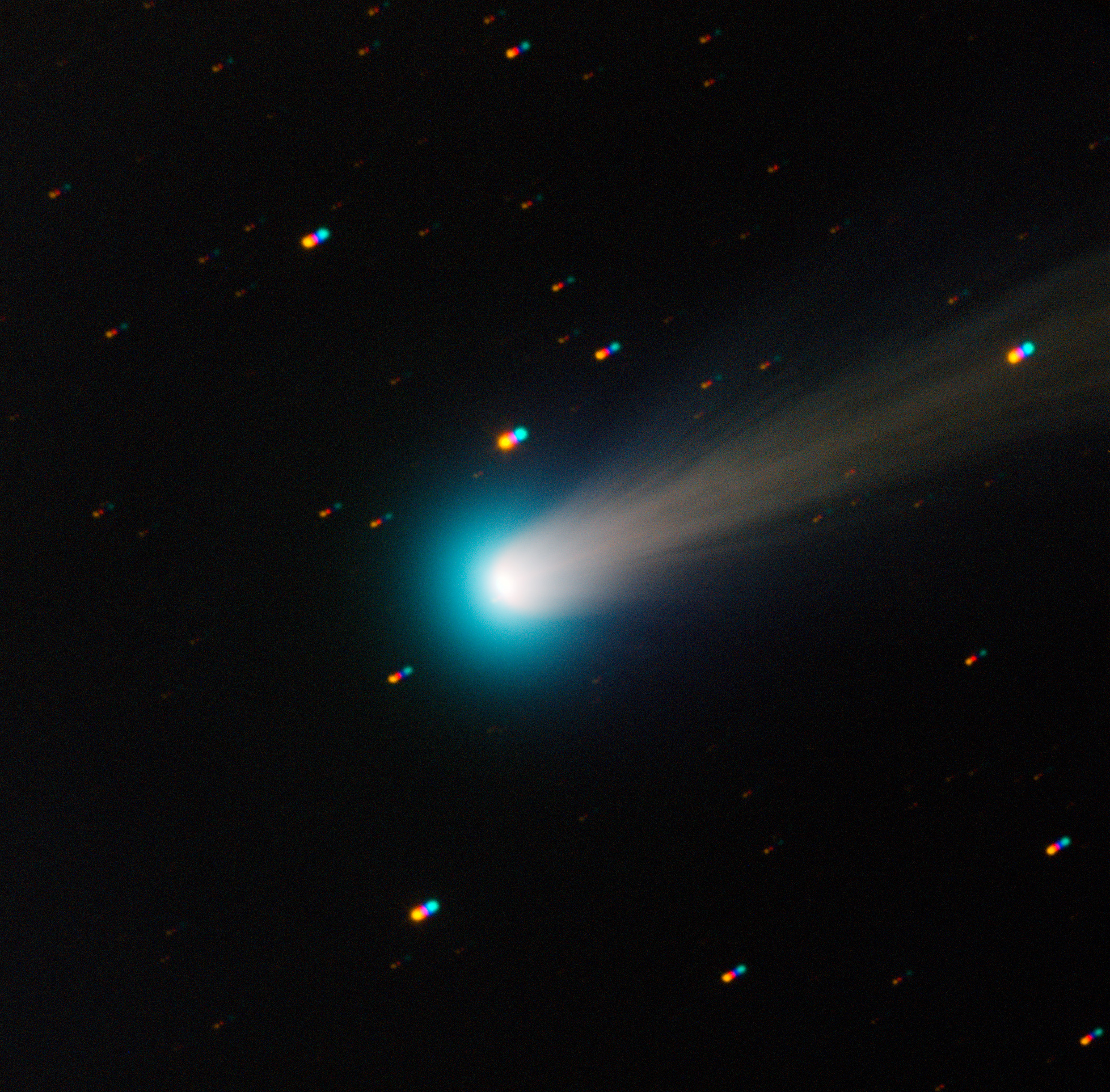
C/2012 S1 (Cometa ISON) visto por TRAPPIST en 2013

### Cometas
Junto con Vitali Neveski, ha descubierto los cometas:
- C/2012 S1 (Cometa ISON), un cometa hiperbólico[4][1]
- P/2011 R3 (Novichonok), un cometa de la familia de Júpiter.[5]

Según la base de datos Comet Observation database (COBS), que es mantenida por el Observatorio esloveno de Črni Vrh, Novichonok ha informado más de un millar de observaciones de cometas bajo su código de usuario "NOV01".

### Asteroides
El Centro de Planetas Menores le acredita el descubrimiento de 20 asteroides durante 2009 y 2011, en colaboración con los astrónomos
Dmitri Chestnov, Vladímir Guerke y Leonid Yelenin desde el observatorio americano de Tzec Maun, en Mayhill, Nuevo México (Código IAU: H10) y el observatorio ruso Observatorio Ka-Dar, TAU Station (Código IAU: C32) en Nizhny Arkhyz, Rusia.
| Asteroides descubiertos: 20 | Asteroides descubiertos: 20 |
| --- | --------------------------- |
| (228165) Mezentsev | 26 de septiembre de 2009    |
| (231649) Korotkiy | 17 de noviembre de 2009     |
| (264156) 2009 WV5 | 17 de noviembre de 2009     |
| (269568) 2009 WS105 | 25 de noviembre de 2009     |
| (274981) Petrsu | 12 de octubre de 2009       |
| (279340) 2009 YM6 | 17 de diciembre de 2009     |
| (296747) 2009 UB1 | 17 de octubre de 2009       |
| (296818) 2009 WW5 | 17 de noviembre de 2009     |
| (328734) 2009 UA1 | 17 de octubre de 2009       |
| (331056) 2009 WX | 17 de noviembre de 2009     |
| (359847) 2011 UK352 | 28 de diciembre de 2011     |
| (369400) 2009 WS7 | 18 de noviembre de 2009     |
| (369485) 2010 UP6 | 16 de octubre de 2010       |
| (379283) 2009 VF1 | 9 de noviembre de 2009      |
| (407154) 2009 UH2 | 18 de octubre de 2009       |
| (407228) 2009 WY10 | 20 de noviembre de 2009     |
| (407231) 2009 WA25 | 21 de noviembre de 2009     |
| (441872) 2010 AC40 | 9 de enero de 2010          |
| (457939) 2009 VG1 | 9 de noviembre de 2009      |
| (465786) 2010 AU60 | 11 de enero de 2010         |
| Artyom Novichonok ha realizado 20 descubrimientos de asteroides, todos ellos codescubrimientos junto a los siguientes astrónomos:. 1. 2. 3. |                             |